# Saurolophus
Genre
Espèces de rang inférieur
- † S. osborni Brown, 1912 (espèce type)
- † S. angustirostris Rozhdestvensky, 1952

Saurolophus est un genre éteint de dinosaures herbivores « à bec de canard » du sous-ordre des Ornithopoda et de la famille des Hadrosauridae. Ses fossiles ont été découverts en Asie et en Amérique du Nord, dans la partie terminale du Crétacé supérieur, au Campanien et au Maastrichtien soit il y a environ entre 83,6 à 66,0 millions d'années.
C'est un des rares genres de dinosaures à être connu sur plusieurs continents. Il est très reconnaissable à sa crête en forme de pique qui pointe à l'arrière du sommet de son crâne.

## Étymologie
Le nom de genre Saurolophus est formé du grec ancien sauros, lézard et lophos, « crête », pour donner littéralement « lézard à crête ».

## Description

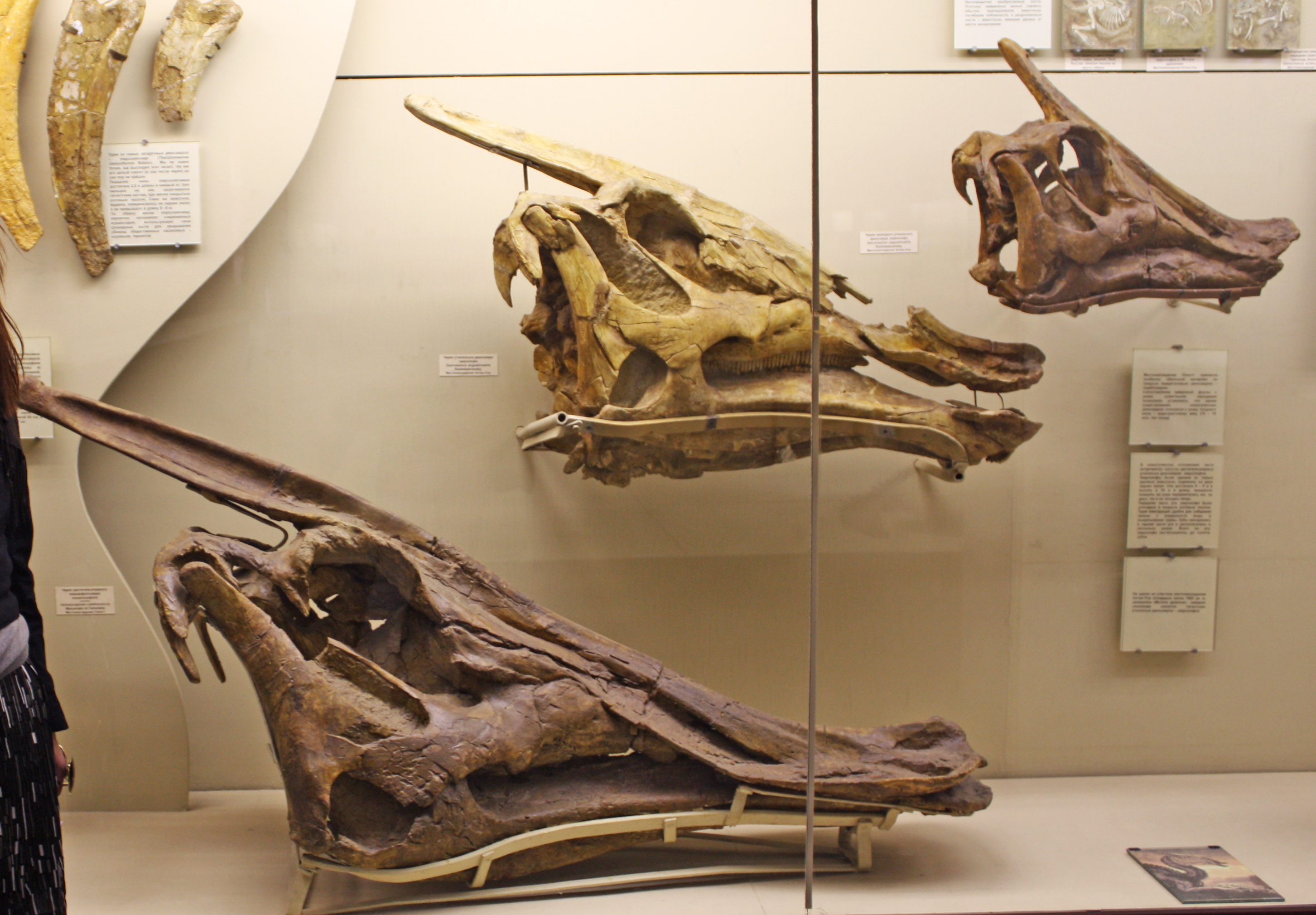
Crânes de Saurolophus au musée paléontologique de Moscou.

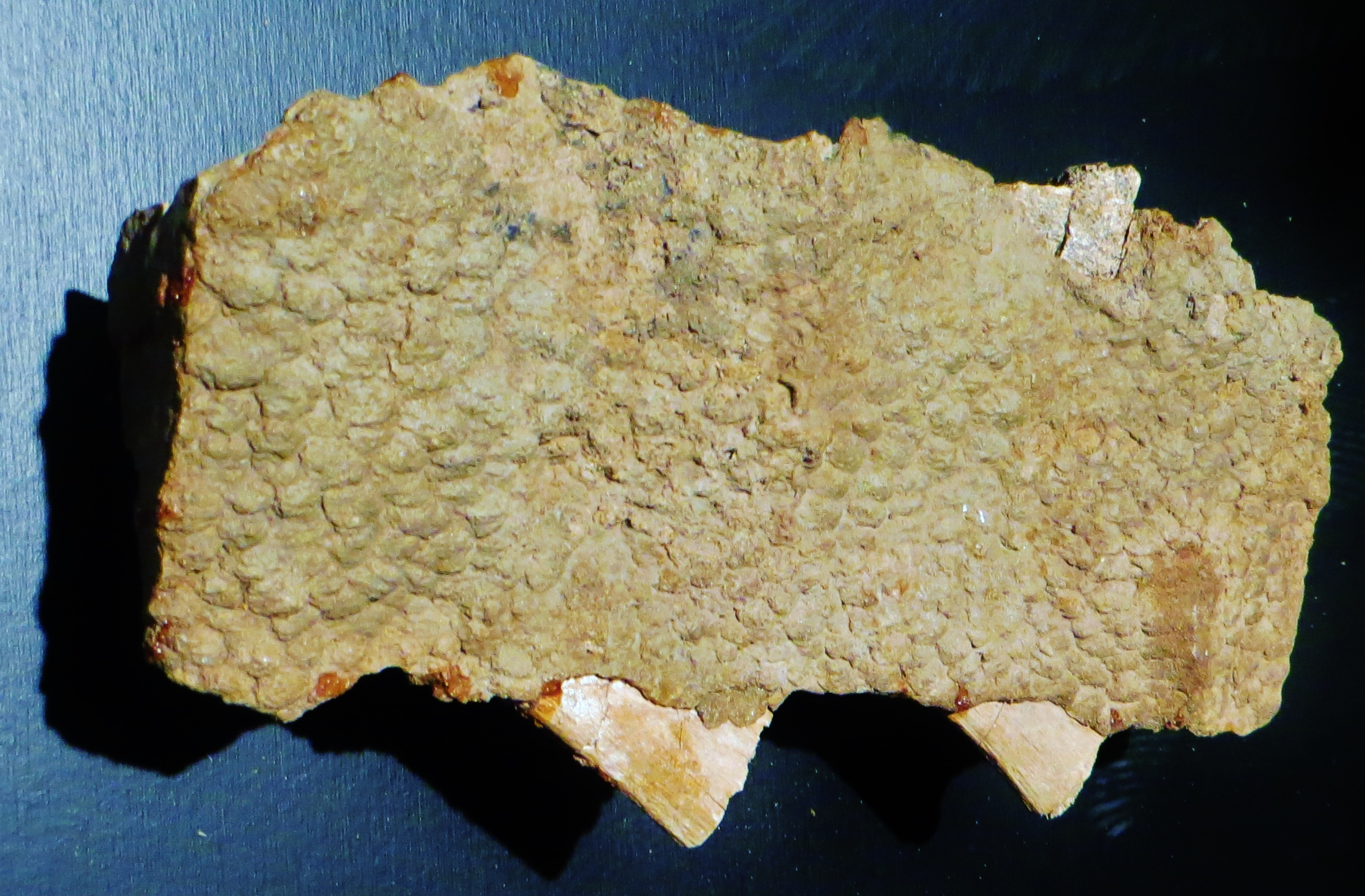
Empreintes de peau avec des écailles de S. angustirostris.

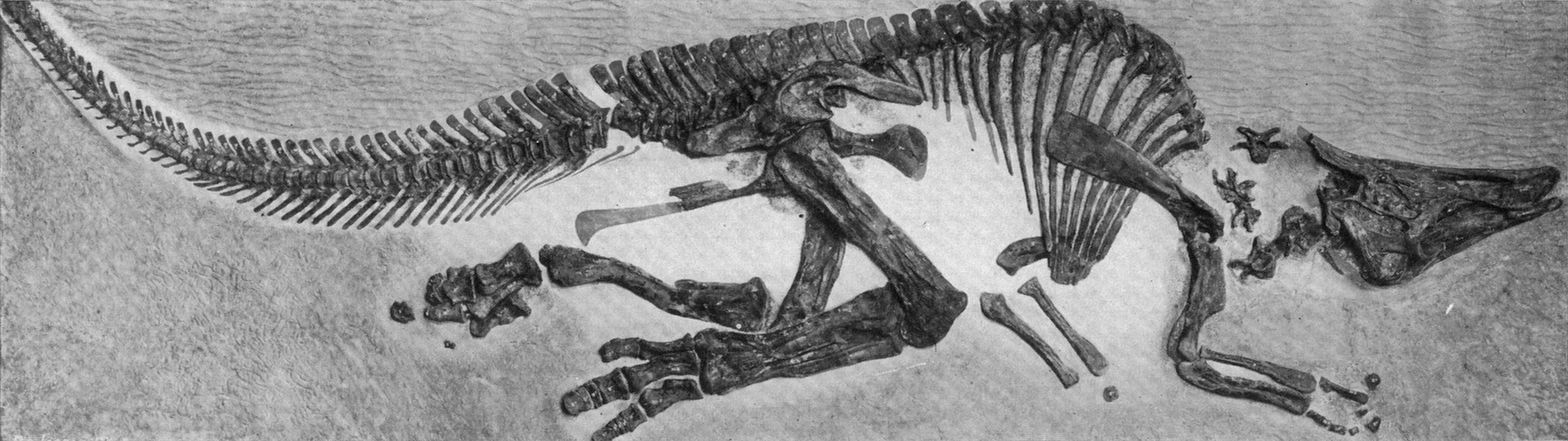
Une photographie du squelette de Saurolophus osborni, découvert par Barnum Brown.

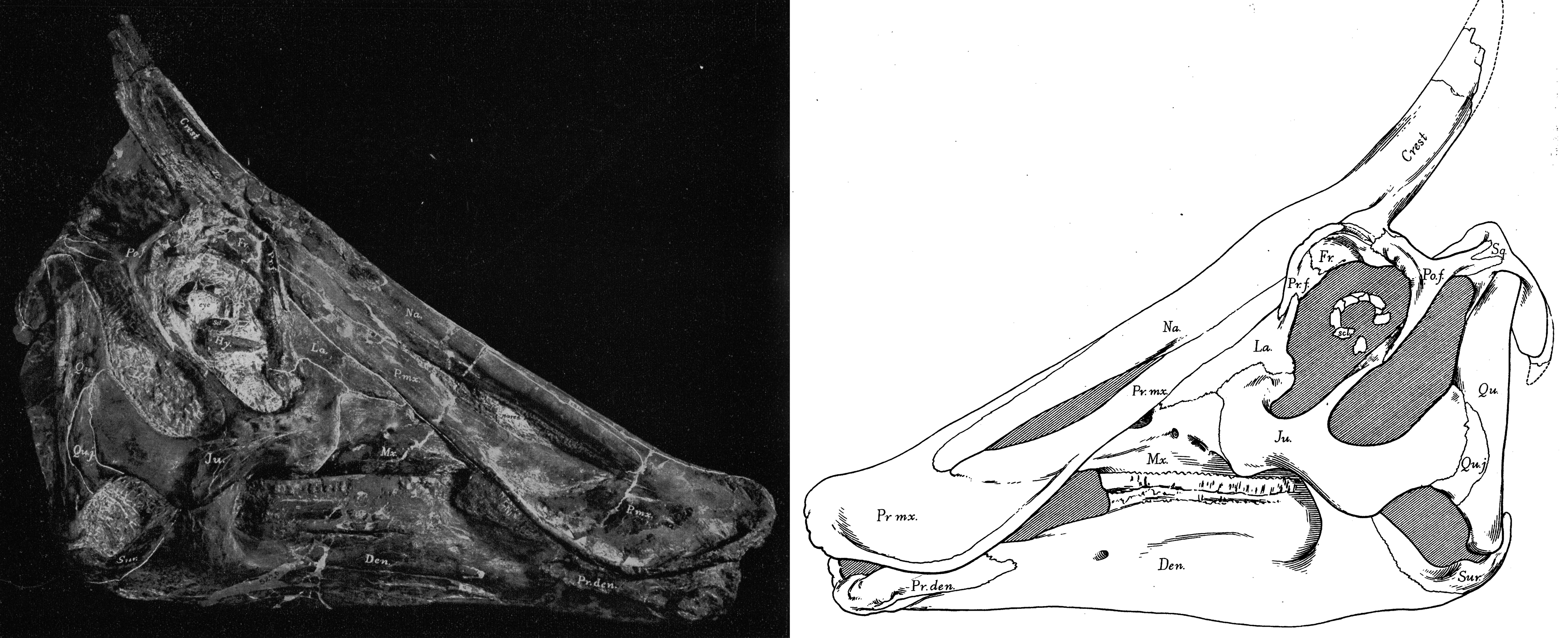
Crâne de l'holotype de S. osborni.

Saurolophus est connu à partir de squelettes presque complets qui permettent d'avoir une bonne compréhension de son anatomie.
Ce dinosaure est typique de la famille des Hadrosauridae, grands dinosaures à « bec de canard » caractéristiques de la fin du Crétacé. Comme les autres hadrosauridés, il était doté de pattes postérieures puissantes et allongées et d'un corps plutôt massif parcouru sur toute la longueur du dos d'une sorte de « voile » basse formée par un allongement des épines neurales de ses vertèbres. Cependant, la caractéristique principale de Saurolophus, qui permet de le distinguer de n'importe quel autre hadrosaure, est sa crête crânienne pointue, déjà présente en plus petit chez les jeunes individus, pointée vers l'arrière à partir de la partie postérieure du sommet de son crâne.

### Une crête pointue projetée vers l'arrière
La crête est constituée d'un os plein, à la différence de celle de Parasaurolophus qui lui était apparenté. C'est une extension directe de l'os nasal, qui pointe vers l'arrière avec un angle de 45° par rapport à l’horizontale. Sa structure a conduit quelques paléontologues à supposer qu'il existait une masse de tissu particulière au-dessus de la région nasale, qui pouvait être « gonflée » pour produire des sons, qui ressemblaient peut-être à des mugissements particulièrement puissants. La crête pouvait agir alors comme un support de ce « sac », et il en agrandissait la surface et l'efficacité. Il n'y a pas de preuve de l'existence d'une telle structure. La possibilité d'émettre un type particulier de sons très puissants aurait pu être un moyen de communication intra-spécifique très efficace, même à de grandes distances.

### Deux espèces sur deux continents
Deux espèces valides sont connues : S. osborni et S. angustirostris.

#### Saurolophus osborni
S. osborni est la première espèce découverte, en 1911 par Barnum Brown dans la province d'Alberta au Canada. Ce premier spécimen est un squelette quasi complet (AMNH 5220), à présent exposé au muséum américain d'histoire naturelle. B. brown décrit l'espèce en 1912 et en 1913, et en fait le type d'une nouvelle sous-famille d'Hadrosauridae en 1914, les Saurolophinae. Plus tard en 1992, Pascal Godefroit et ses collègues en font le type de la tribu des Saurolophini, dont la diagnose sera révisée par A. Prieto-Márquez et al. en 2015. Cependant, après ses découvertes du début du XXe siècle, peu de fossiles supplémentaires ont été mis au jour et décrits. Le matériel fossile pour cette espèce est constitué d'un crâne et d'un squelette ainsi que de deux autres crânes complets et de fragments de crâne.
Saurolophus osborni mesurait environ 9,80 mètres de long, avec un crâne d'un mètre de long. Sa masse est estimée à 1,9 tonne. Il a été extrait de sédiments de la formation  géologique de Horseshoe Canyon, datant du Maastrichtien, le dernier étage stratigraphique du Crétacé supérieur.

#### Saurolophus angustirostris
La seconde espèce, S. angustirostris, a été découverte puis décrite en 1930 dans la province du Heilongjiang au nord-est de la Chine. Il ne s'agissait au début que d'un seul ischion fragmentaire que le paléontologue russe Anatoly Riabinin a nommé S. kryschtofovici. Dès les années 1946–1949 des équipes de paléontologues russes et mongols découvrent de nombreux restes fossiles en Mongolie dans la formation de Nemegt datée du Maastrichtien inférieur, dont un grand squelette qui va être décrit par Anatoly Rozhdestvensky sous le nom de S. angustirostris en 1952. De nombreux squelettes de ces animaux, à différents stades de leur croissance, seront découverts par la suite, faisant de S. angustirostris l'Hadrosauridae dont les fossiles sont les plus abondants en Asie. L'espèce est connue par au moins 15 spécimens.
Cette espèce mongole était plus grande ; le spécimen type mesure environ 12 mètres de long, de plus des restes d'os de plus grande taille ont été découverts. Son crâne a une longueur de 1,20 mètre. Mise à part la taille, ces deux espèces sont pratiquement identiques.
S. angustirostris diffère néanmoins de S. osborni par quelques détails du crâne ainsi que par le motif des écailles trouvées dans les empreintes de peau. Le crâne mongol est plus long d'environ 20%. La partie avant de son museau (os prémaxillaires), est plus redressée vers le haut. Par ailleurs, il possède une ligne d’écailles rectangulaires particulières, disposée sur la médiane de son dos et de sa queue que l'on ne retrouve pas chez S. osborni.

#### Autres espèces
Dans les années 1939–40, deux squelettes partiels d'Hadrosauridae ont été découverts dans la formation de Moreno en Californie, d'âge Maastrichtien supérieur  juste avant la grande extinction de la fin du Crétacé intervenue il y a environ entre 66 Ma (millions d'années). Après avoir été décrit comme une espèce de Saurolophus, sous le nom binominal de S. morrisi, une étude plus approfondie des fossiles a révélé que la structure crânienne de Saurolophus morrisi était très différente de celles des autres espèces de Saurolophus, et ainsi le genre Augustynolophus a été érigé pour ce spécimen en 2015,.
L'espèce chinoise S. kryschtofovici Riabinin, 1930 n'est plus considérée comme valide, ou est classée comme douteuse (nomen dubium) , ou, encore comme un synonyme, bien qu’ante-daté, de S. angustirostris,.

### Ontogenèse

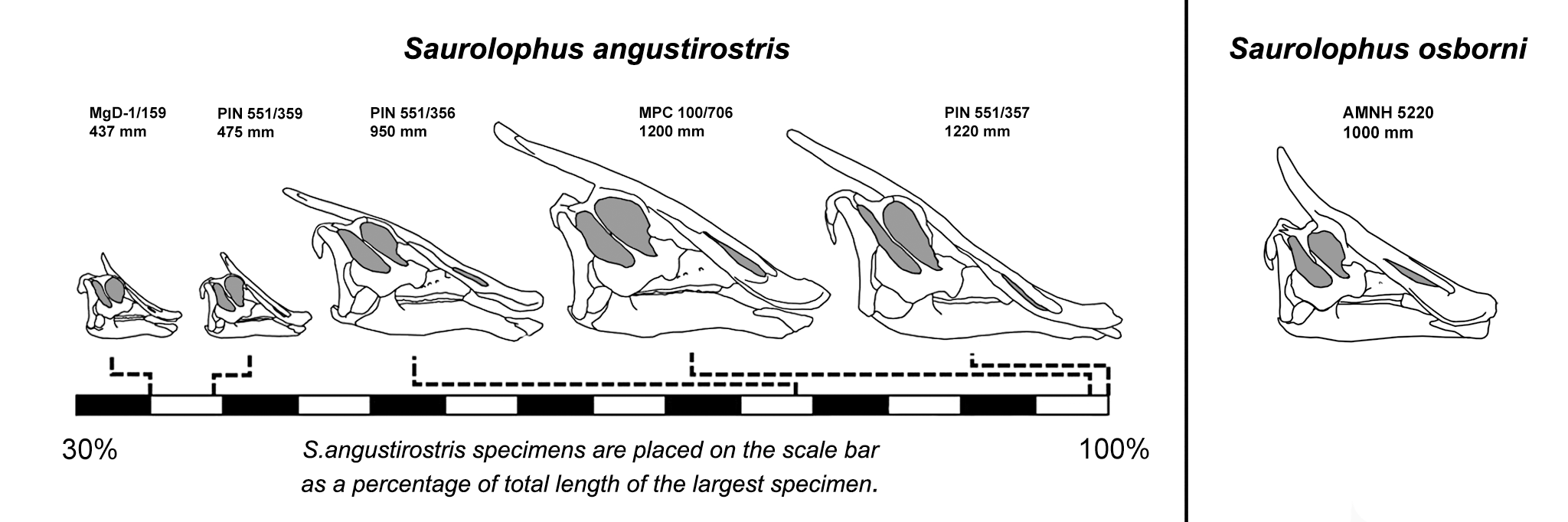
Ontogénèse du crâne de Saurolophus angustirostris.

Les taux de croissance de Saurolophus sont mal connus. Cependant la découverte d'un nid fossile avec un groupe d'embryons de S. angustirostris a été découvert en 2015 dans le désert de Gobi en Mongolie sur un site connu sous le nom de « Tombe du dragon ». Les animaux découverts avaient une longueur de crâne inférieure à 5% de la longueur du crâne des adultes, ce qui indique qu'ils en étaient au stade de développement le plus précoce au moment de leur mort. Ils ne portaient pas encore de crête. On ignore si les animaux étaient encore dans leurs œufs ou s'ils avaient éclos avant leur mort. Les fragments de coquilles retrouvés sont attribués à l'oogenre Spheroolithus oogenus. Ils ressemblent fortement à ceux d'Hadrosauroidea basaux découverts dans des sédiments plus anciens de la région, comme Bactrosaurus et Gilmoreosaurus. Ceci prouverait que la microstructure des œufs des Hadrosauroidea n'aurait pas évolué entre les plus basaux d'entre eux et les plus évolués (Saurolophinae),.

## Paléobiologie

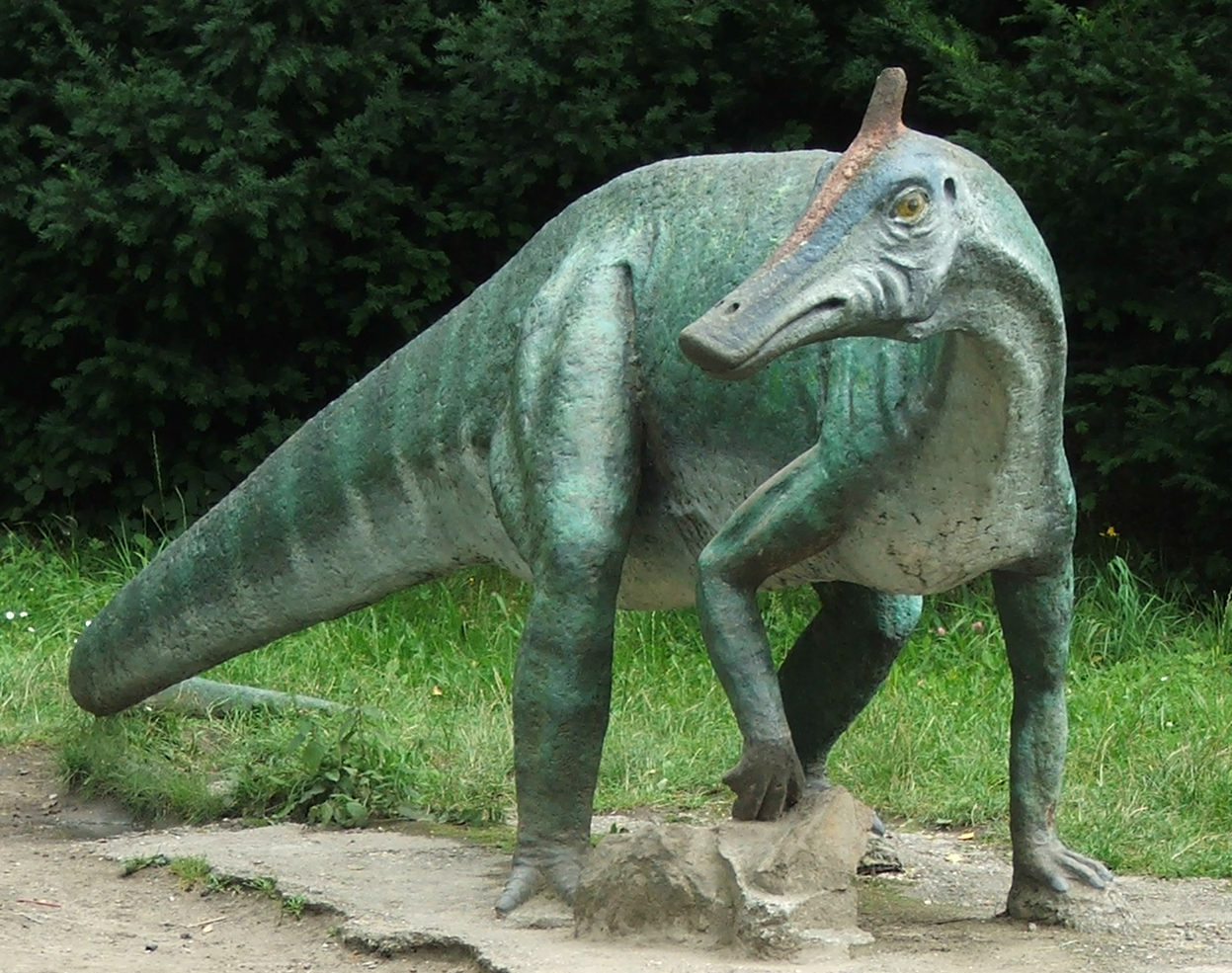
Modèle de Saurolophus au parc régional de culture et de loisirs de Silésie.

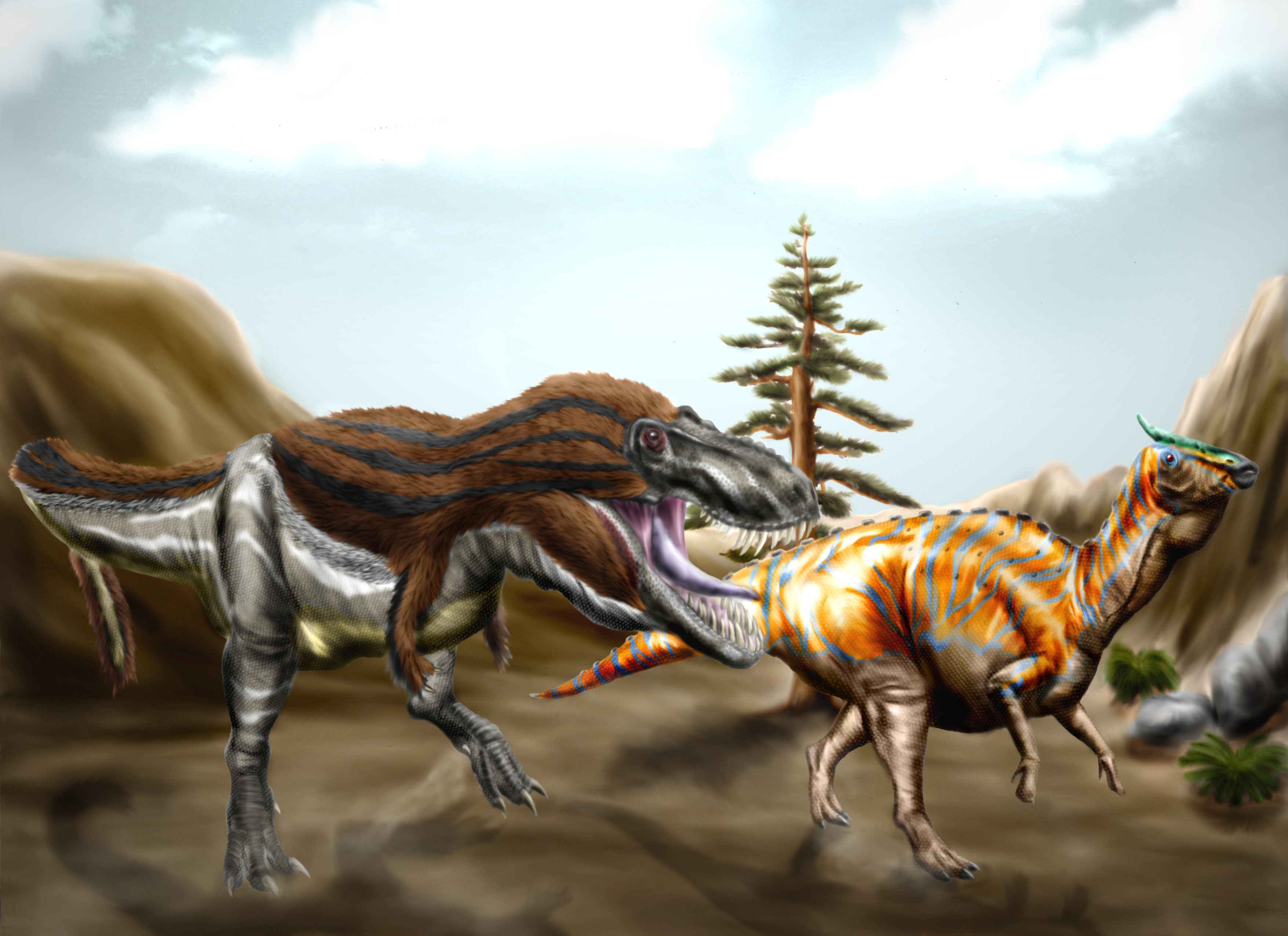
Dessin du théropode Tarbosaurus poursuivant S. angustirostris.

Saurolophus était un herbivore bipède et quadrupède s'alimentant de diverses plantes à l'aide de mâchoires qui lui auraient permis d'adopter un mouvement de broiement similaire à la mastication. Ses dents étaient constamment remplacées et conservées dans les batteries dentaires qui contenaient des centaines de dents, seulement une poignée d'entre elles étaient utilisées en même temps. Les plantes devaient être coupées par son large bec et maintenues dans la mâchoire par un organe semblable à une joue. Il pouvait s'alimenter de plantes situées jusqu'à 4 mètres de hauteur.

## Paléoécologie
S. osborni a été découvert dans la partie supérieure de la formation géologique de Horseshoe Canyon. Il vivait à cette époque en compagnie d'autres dinosaures dont un Hadrosauridae Hypacrosaurus altispinus et un Hypsilophodontidae Parksosaurus warreni avec qui il devait être, au moins en partie, en compétition. D'autres dinosaures les accompagnaient , un Ankylosauridae Anodontosaurus lambei, un Pachycéphalosauridae Sphaerotholus edmontonense, des Ornithomimidae comme Dromiceiomimus brevitertius et une espèce non nommée de Struthiomimus, des théropodes (Theropoda) de petite taille, Atrociraptor marshalli et Albertonykus borealis et un grand Tyrannosauridae Albertosaurus sarcophagus.
S. angustirostris a dû être un grand herbivore important de la formation de Nemegt. Il coexistait avec un hadrosauridé, apparemment rare, Barsboldia, avec deux Pachycephalosauridae, un à sommet du crâne plat Homalocephale et un avec ce sommet en forme de dôme  Prenocephale, avec un grand Ankylosauridae Saichania, de rares sauropodes Saltasauridae Nemegtosaurus et Opisthocoelicaudia, un Alvarezsauridae Mononykus, trois Troodontidae dont Zanabazar, plusieurs Oviraptorosauria dont Rinchenia et Nomingia, les Ornithomimosauria Gallimimus et Deinocheirus, le Therizinosauridae Therizinosaurus, le Theropoda Bagaraatan, et le Tyrannosauridae Tarbosaurus. L'environnement de dépôt de la formation de Nemegt était assez humide, avec des réseaux de ruisseaux, de rivières, de vasières et de lacs peu profonds. Les sédiments indiquent également une végétation importante, offrant une nourriture variée en quantité abondante dont bénéficiaient, entre autres, les dinosaures.

## Classification
Barnum Brown, qui a décrit les premiers spécimens, classa Saurolophus dans sa propre sous-famille, Saurolophinae, le rang inférieur aux « Trachodontidae » (= Hadrosauridae). À ce moment, elle incluait également Corythosaurus et Hypacrosaurus, les seuls genres bien connus de ce qui deviendra les Lambeosaurinae.
Saurolophus est un Hadrosauridae, de la sous-famille des Saurolophinae et de la tribu des Saurolophini.

### Cladogramme
Au sein de la tribu des Saurolophini, il est accompagné des genres Augustynolophus et Prosaurolophus selon A. Prieto-Márquez et ses collègues en 2016. L'étude phylogénétique de Penélope Cruzado-Caballero et J. E. Powell en 2017, y ajoute en 2017 leur nouveau genre Bonapartesaurus, mais ne retient pas les genres Augustynolophus et Prosaurolophus.
Le cladogramme suivant est celui établi par Prieto-Márquez et ses collègues en 2016. Il montre la position de Saurolophus  en groupe frère d'Augustynolophus au sein de la tribu des Saurolophini :
- - Telmatosaurus
  - 
    - 
      - Jintasaurus
      - Lophorhothon

    - 
      - Claosaurus
      - 
        - Tethyshadros
        - Hadrosauridae
          - Hadrosaurus
          - Saurolophidae
            - Lambeosaurinae
            - Saurolophinae
              - 
                - Acristavus
                - Maiasaura
                - Brachylophosaurus

              - 
                - 
                  - Naashoibitosaurus
                  - 
                    - Kritosaurus
                    - 
                      - Gryposaurus
                      - 
                        - « Big Bend UTEP 37.7 »
                        - 
                          - Willinakaqe
                          - Secernosaurus

                - 
                  - "Sabinosaure" PASAC-1
                  - 
                    - 
                      - Prosaurolophus
                      - 
                        - Augustynolophus
                        - Saurolophus

                    - 
                      - Kerberosaurus
                      - 
                        - Kundurosaurus
                        - 
                          - Shantungosaurus
                          - Edmontosaurus